# HK G36突擊步槍
G36是德國黑克勒-科赫公司（H&K）在1995年推出的現代化突擊步槍，發射5.56×45毫米北約制式子彈，用以取代同为H&K公司产品的G3步枪。G36大量采用了以不锈钢为骨架的玻璃钢加强复合材料，因此武器重量较轻便。 在开发阶段其型号为HK50。

## 歷史
黑克勒-科赫在1980年代已向德軍提交了G11及G41，但前者因兩德統一而中止，後者則被德軍否決。
1990年代，德國聯邦國防軍提出新的制式步槍計劃，以取代7.62×51毫米的HK G3。1993年9月，由德國聯邦國防技術署對多種突擊步槍進行評選，許多槍型因為未達到標準而遭到淘汰，只剩下德國本土的HK50、奧地利的AUG和英國的L85A1，其中L85A1因為故障率太高最先被淘汰，而AUG也因為它的兩段式板機系統（扣壓板機一半為半自動射擊 / 扣壓板機到底為全自動射擊）而落敗，最終由HK50勝出。
經過這次評選之後，德國聯邦國防軍在1995年決定採用HK50，並要求黑克勒-科赫對它進行改良，並將軍用代號設為Gewehr 36（36號步槍），簡稱G36突擊步槍。G36的槍械運作原理與AR-18比較相似，採用短行程活塞導氣系统，並承襲其槍機結構；AR-18採用單連桿、雙復進導桿設計，而G36則是單一復進簧、瓦斯缸管及活塞設計也有差異。
1990年代，黑克勒-科赫承包了美軍理想單兵戰鬥武器計劃的步槍和榴彈發射器部份，黑克勒-科赫推出以G36的設計改進出XM8突擊步槍，但XM8計畫在2005年被取消。

## 採用
G36是德國聯邦國防軍、西班牙陸軍及西班牙海軍的制式突擊步槍，多個國家及地區的軍隊及警察亦有裝備，在沙烏地阿拉伯獲授權生產。
G36在1997年取代G3成為德國聯邦國防軍的制式步槍，命名為（36型步槍）。在1999年西班牙陸軍以G36取代CETME Model L，挪威的在1990年代末期亦有裝備。英國陸軍亦有進口少量G36作制式武器評估，但最後沒有大量取代原本的L85A2。
G36亦是多個國家軍隊及警隊的武器，包括英國各個應變部隊、法國警察總署特勤隊、葡萄牙共和國民警衛、荷蘭警隊、波蘭警察（G36C、G36E）、美國國會警察及洛杉磯警局（之後被HK416取代）、菲律賓海軍特種作戰部隊及輕裝快速反應部隊（LRB）、葡萄牙海軍陸戰隊、葡萄牙空軍及NFOT、立陶宛特種部隊（G36及AG36）、印尼特種部隊（G36及G36C）、香港特別任務連（G36KV）、澳門特別行動組（G36C）、泰國皇家海豹部隊、聯合國維和部隊（G36K）等。
在2006年墨西哥仿制了G36及加入改進，名為FX-05 Xiuhcoatl。
G36在2008年南奧塞梯衝突中出現過（當時為格魯吉亞特種部隊所持有）。2011年利比亞內戰中也有士兵試射從格達費衛隊處繳獲的G36的鏡頭並引發了HK公司對槍支流入的調查，該照片還被一些人當作“西方傭兵投入戰爭”的證據。
2015年4月22日，德國聯邦國防部正式宣布不再採購和使用G36，並將盡快將其替換。

## 過熱问题
2012年4月德國明鏡周刊報導，德國聯邦國防軍在試驗後證實，G36在“連續射擊數百發子彈後”會因為過熱造成300米外距離上的射擊精度急劇下降。隨後圖片報根據德國聯邦國防軍下屬第91國防技術試驗所（Wehrtechnische Dienststelle 91）的一項內部測試，證實了這個報導。在一份交給聯邦國防部長的報告中指出“所有測試過的G36在射擊過熱的情況下，落點中心都產生了偏差，（因此）無法和距離200米以外的敵人進行安全的交戰”。聯邦國防軍內部在解釋武器進行連射之後進行冷卻的必要性時也認為，和100米以外的目標戰鬥時如果不進行冷卻，戰鬥將會變得很困難。但是在公開報導中，並沒有看到來自士兵在實戰中對武器的批評。
2013年9月明鏡周刊報導，第91國防技術試驗所在2012年7月提交了一份機密的總結報告。報告稱，G36在90發射擊過後，100米上彈著的圓概率誤差達到50-60厘米。造成這一問題的原因是G36使用的聚合物零件，這種材料在攝氏23度以上就開始失去剛性。如果把槍放在太陽下或者把一面加熱，材料變形就會造成彈著點的偏移。 “首發命中率”降低，彈藥消耗量也隨之增加，士兵也失去了“對武器射擊性能的信心”。
2014年2月17日，明鏡周刊網站報導，下降的射擊精度還與彈藥品質的不穩定有關，因為使用某個特定廠商的彈藥會造成包裹有聚合物材料的槍管過熱嚴重。
2015年3月30日，聯邦國防軍總參謀長沃克爾·維克（Volker Wieker）的一封信曝光，信中說已證實了G36在高溫或者高射速下與彈藥無關的失準問題。在同一天，聯邦國防部長烏爾蘇拉·馮德萊恩在新聞發布會上承認，“G36很明顯在高溫或者高射速情況下有準確性的問題”。
製造商黑克勒-科赫隨後在公告中拒絕承認批評 ，並且特別指責了聯邦國防部的測試條件，稱之為“有系統的”對黑克勒-科赫的攻擊。其認為，在國防部的測試中，使用的對比武器同樣是黑克勒-科赫的產品，而並沒有競爭對手的產品。不同級別，不同口徑的武器之間進行的比較難以保證說服力。 G36也並不是設計用來在戰鬥中提供持續火力的。
2015年4月22日，聯邦國防部長烏爾蘇拉·馮德萊恩正式宣布，聯邦國防軍將不會再採購和使用G36，它在聯邦國防軍中“已沒有未來”。
在2016年9月3日，據德國《明鏡週刊》消息指，科布倫茨地方法院發現控方的指控和實際研究測試結果出現矛盾，因此宣判黑克勒-科赫勝訴並駁回控方要該公司為4000支有問題的步槍作出賠償的要求，而且在國防軍內部G36仍廣受各部隊士兵的信賴，此宣判亦有機會令國防軍暫時擱置汰換G36的計劃。
2017年4月19日，德國國防軍裝備資訊科技暨支援(BAAINBw)聯邦辦公室，已經宣布展開旨在取代H&K G36突擊步槍的聯邦國防軍突擊步槍系統，並於2018年開始遴選，最終預計在2019年4月1日完對槍款的遴選作業。而在選定下一代步槍之後，換裝作業將會持續至2026年3月31日，而該為期7年的合同估計總價值將上看2.6億美元。目前參與競標的槍款有黑克勒&科赫的HK433、史泰爾-萊茵金屬(Steyr-Rheinmetall)的RS556以及SIG Sauer的SIG MCX突擊步槍，而MilMag表示貝瑞塔的ARX-100/200也很可能投標。新型步槍須具備短槍管(Kurzrohr)以及長槍款(Langrohr)等兩種版本，並能適應左/右撇射手操作且具備標準的NATO戰術滑軌，此外，德國國防軍並不特別規定口徑，因此步槍並不限定是5.56x45mm NATO或7.62x51mm NATO。此外，步槍的重量不可超過3.6公斤(即使是7.62mm口徑)，且必須要有30,000發的機匣/結構壽命，而槍管則規定在使用標準彈藥的情況下擁有15,000發的壽命。
2018年10月14日，由於參與取代G36突擊步槍的競標活動中沒一支步槍能符合到需求，使到德國國防部決定將取代G36的計劃延遲八個月。

### 解釋
原本測試時原型的HK-50槍身是用耐高溫的聚醯胺（簡稱PA，防火材料跟軍用防爆胎的主要材料之一）製作的，而HK公司所有的塑膠槍械部件都是採用此材料，但是不知何故交給國防軍第一批G36A1的槍身材料卻被換成了廉價的聚乙烯（簡稱PE）；之後HK公司開始察覺到問題的存在，在生產次型G36A2（包括所有型號—標準型及短型C、K）時將槍身材料重新換成合乎品質標準的PA，而外銷版本一直都是以PA槍身材質從沒有替換過，這也是為什麼美國民間槍店以及槍匠瘋狂連發測試G36（HK對外販售的E版以及K版）之後的結果都是沒問題的，甚至出現槍管熱槍（槍管達到工作溫度）時的準確度反而比冷槍更高的情況。

## 使用國

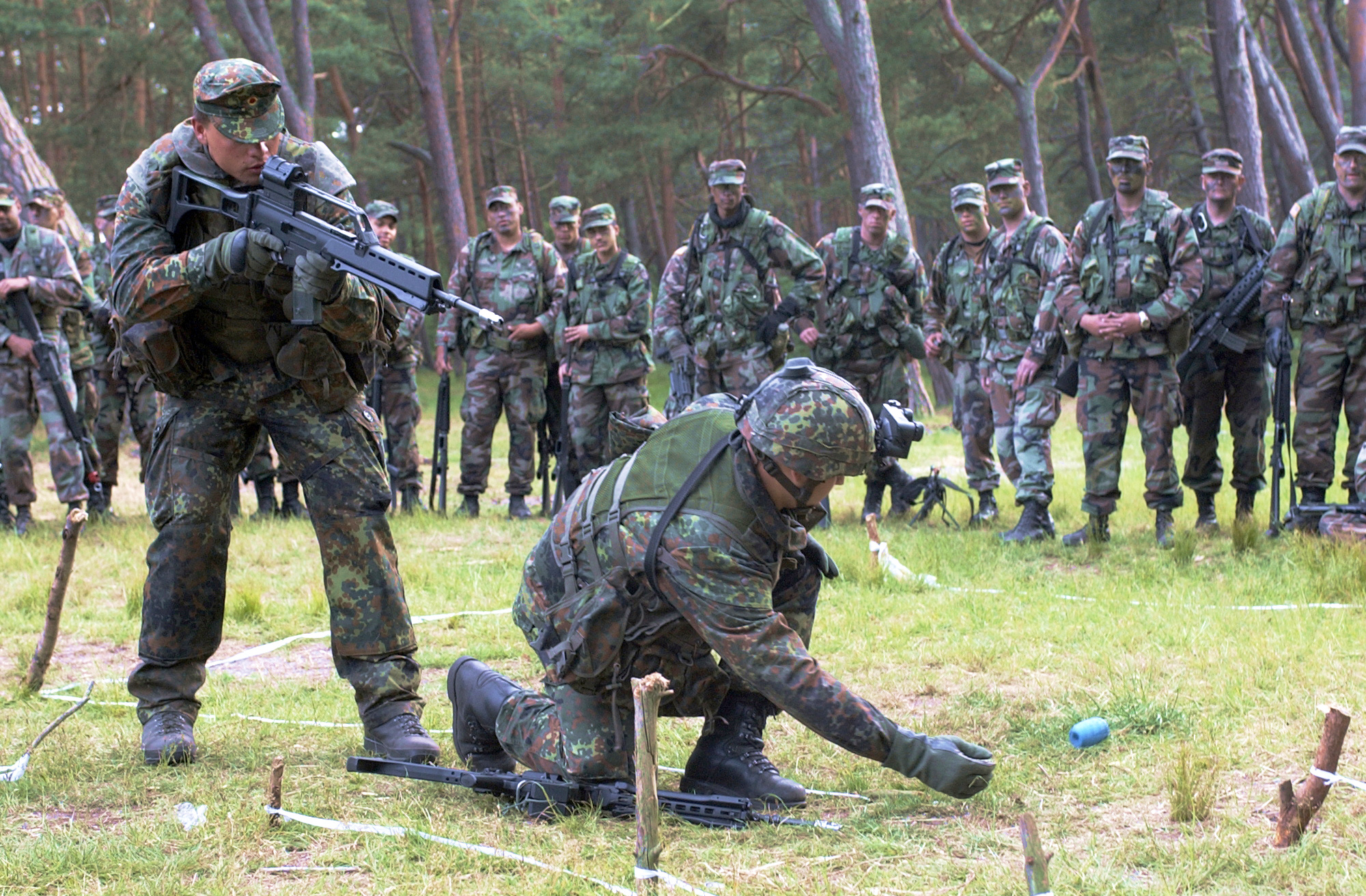
德軍士兵手上的G36。

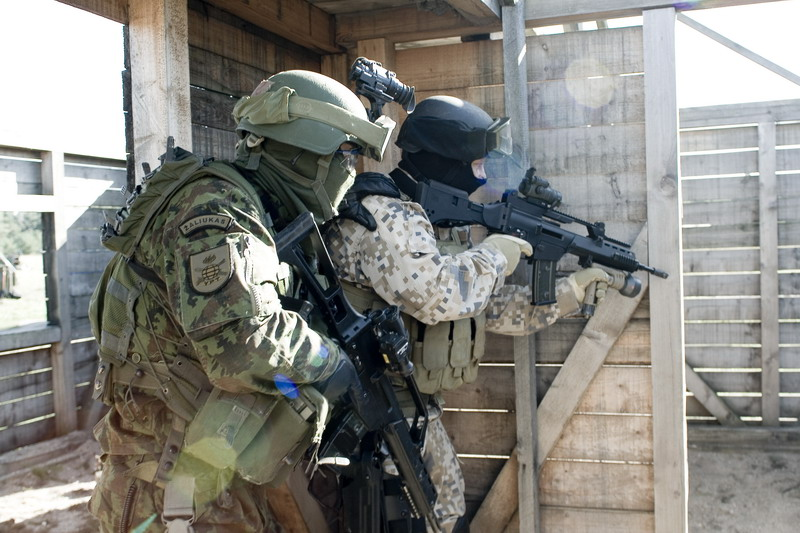
立陶宛和拉脫維亞的士兵使用G36進行訓練

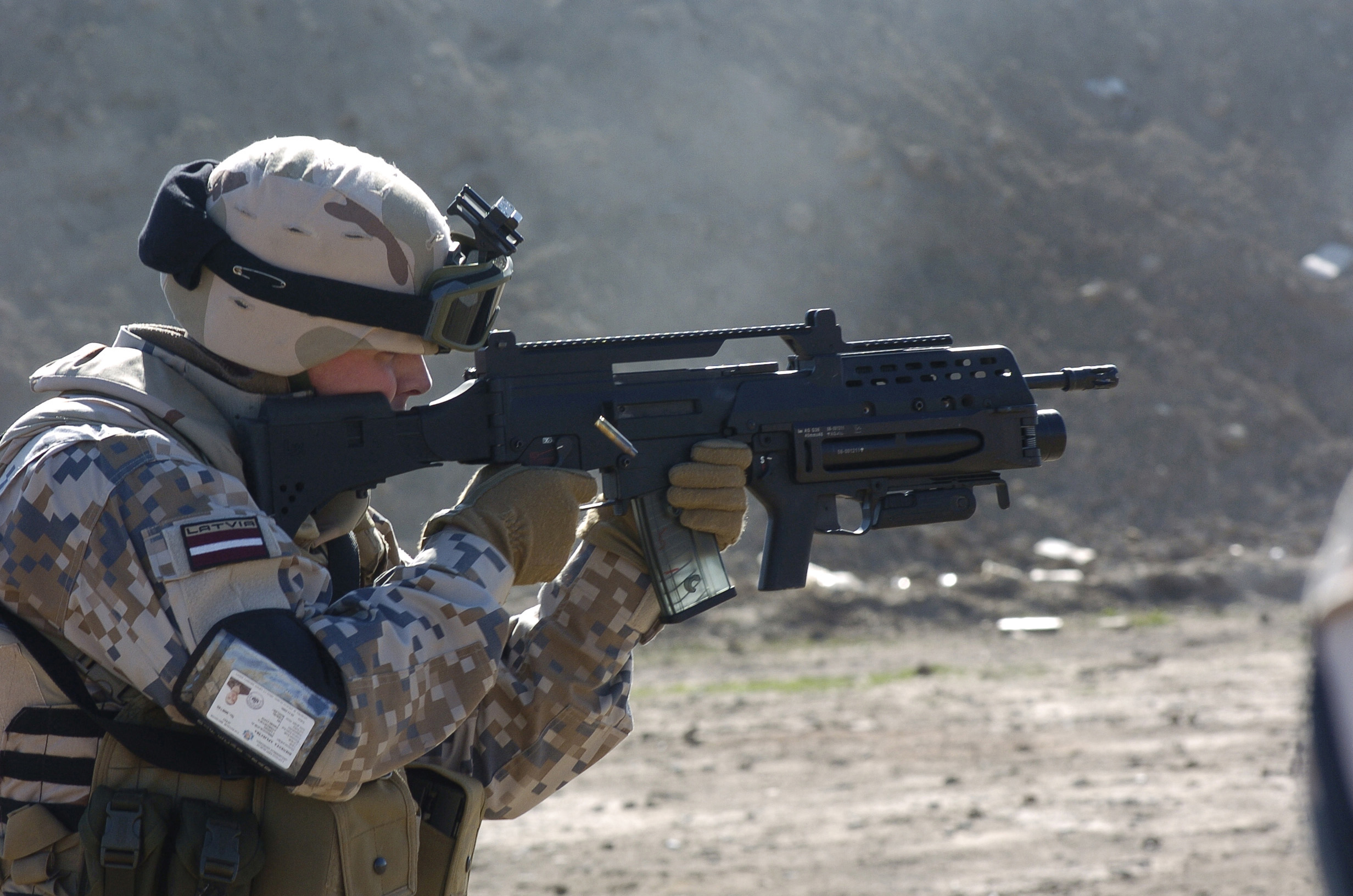
拉脫維亞陸軍士兵的G36KV，裝有HK AG36、伸縮摺疊式槍托、鋁合金導軌和另加一段延長導軌。

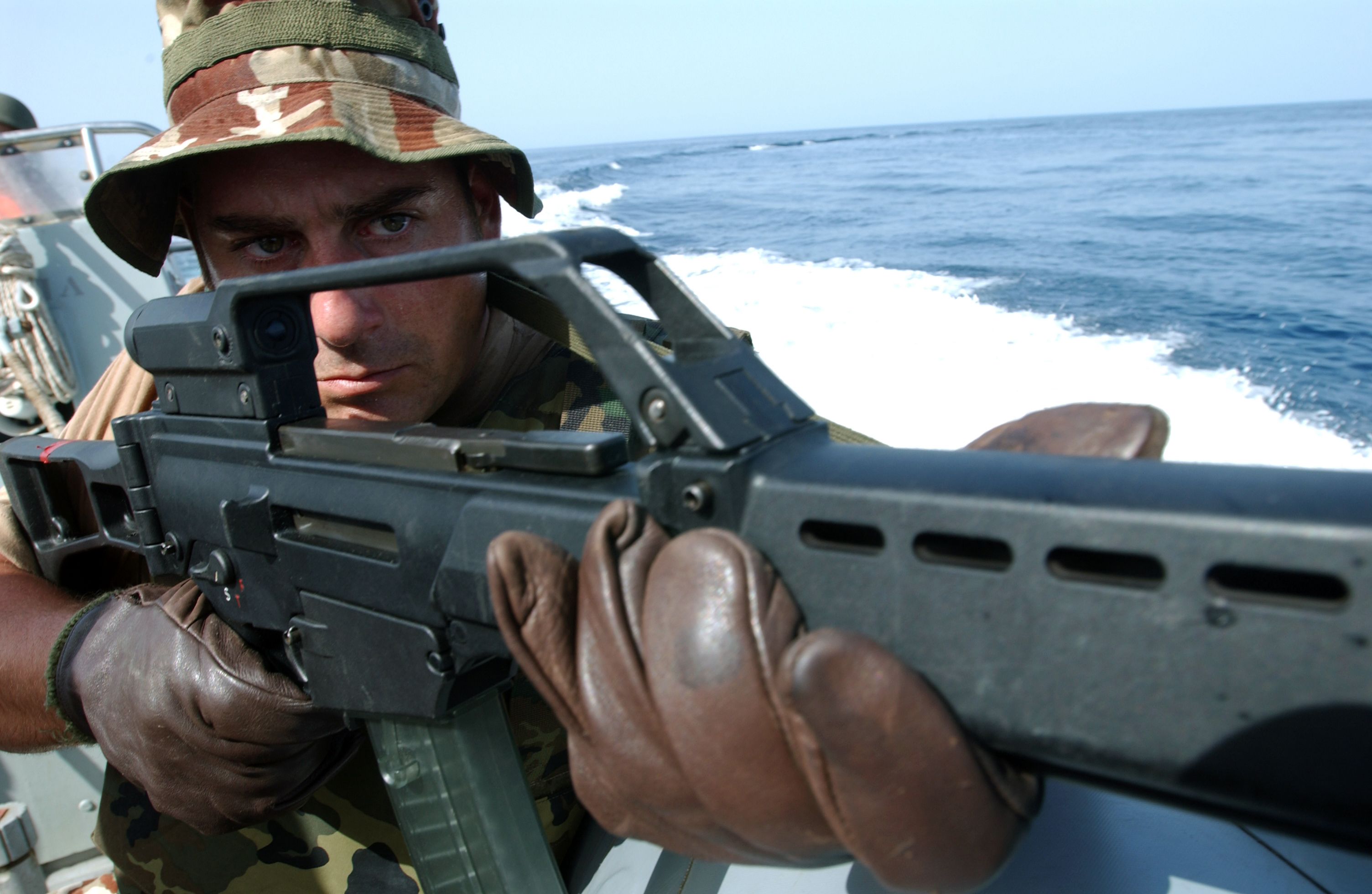
西班牙海軍的G36E。

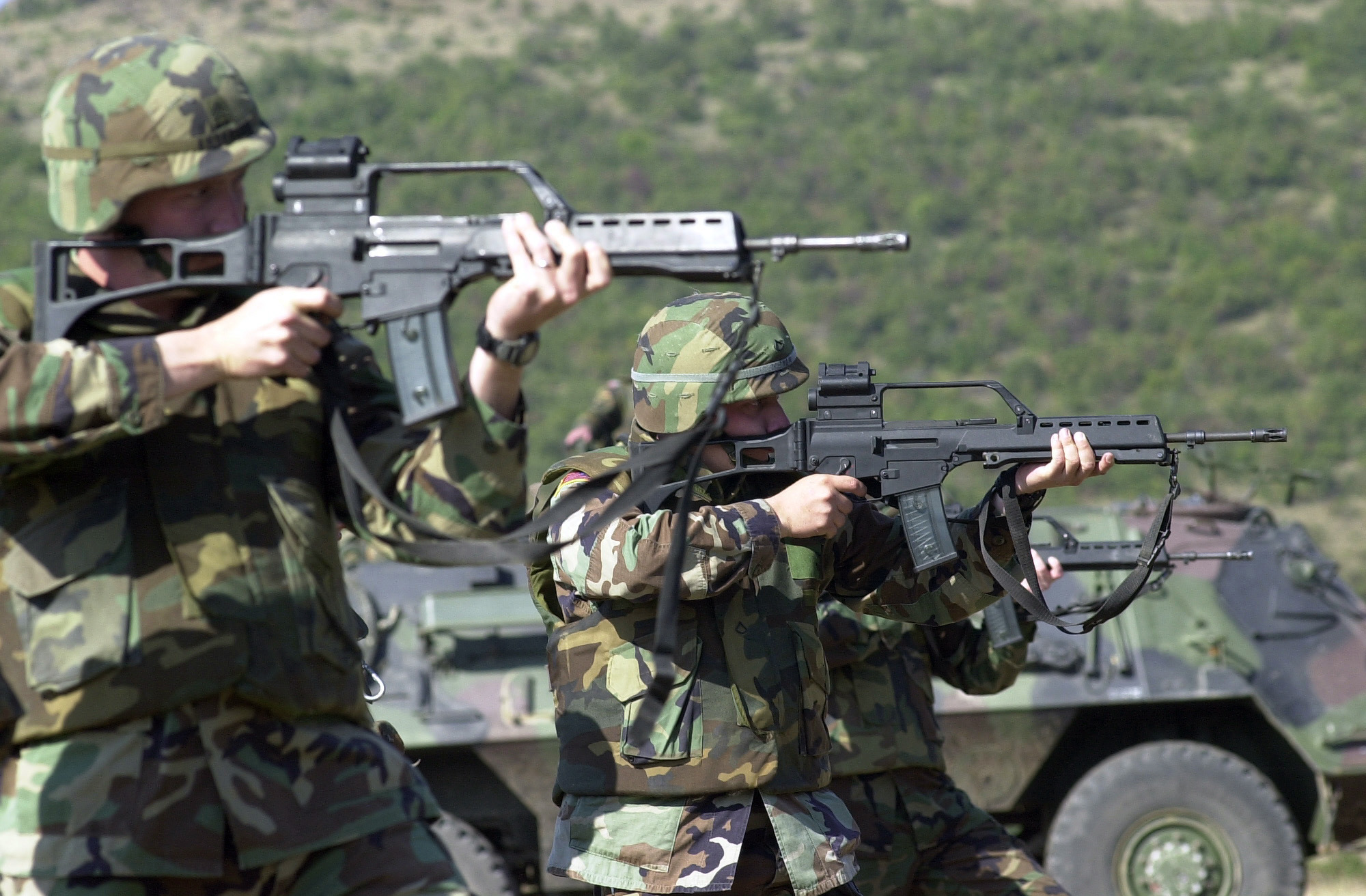
在科索沃使用G36進行訓練的美軍士兵

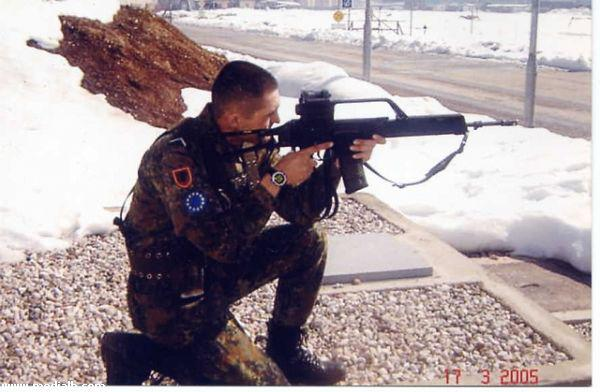
使用G36的阿爾巴尼亞士兵

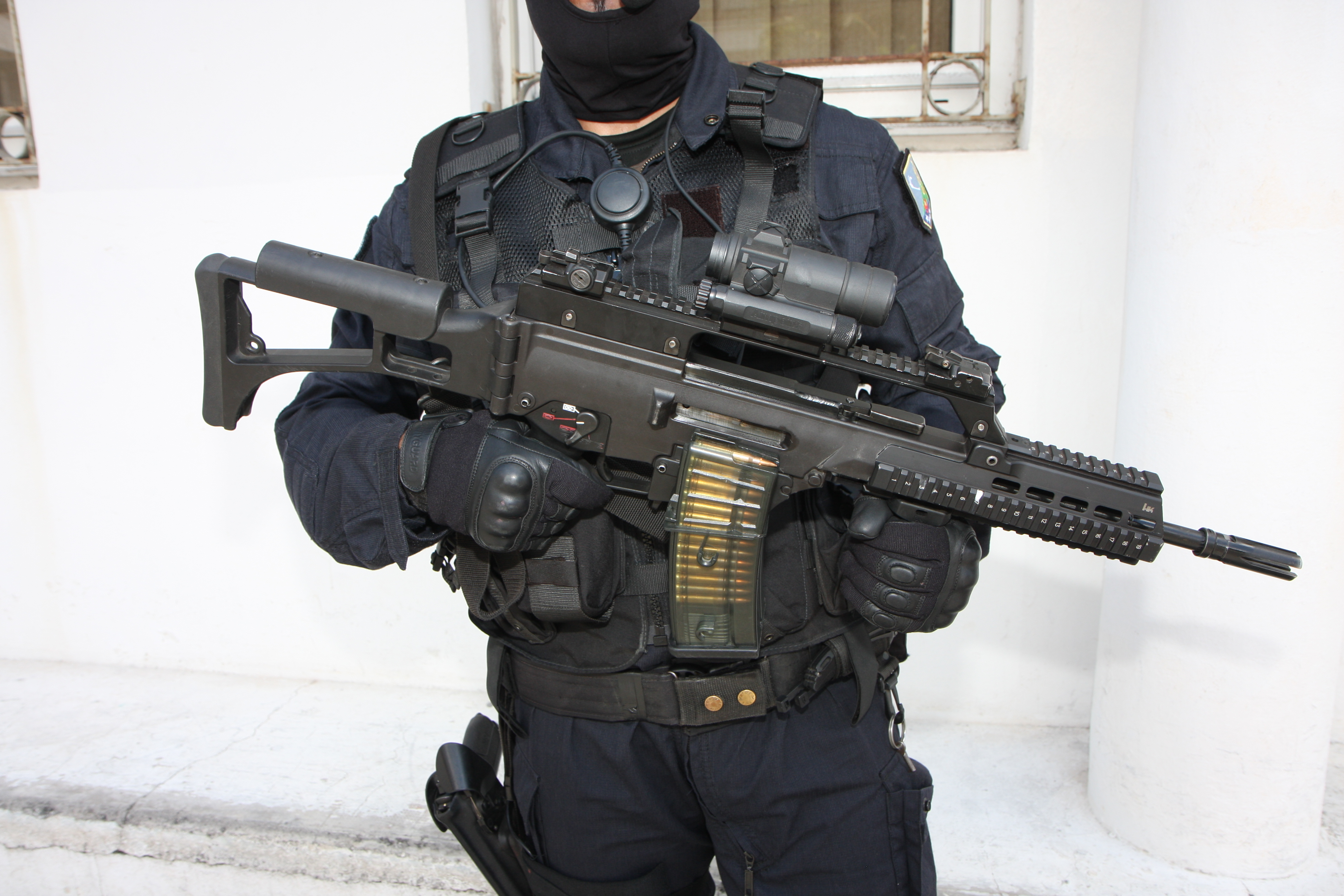
法國國家憲兵干預組裝備的G36K

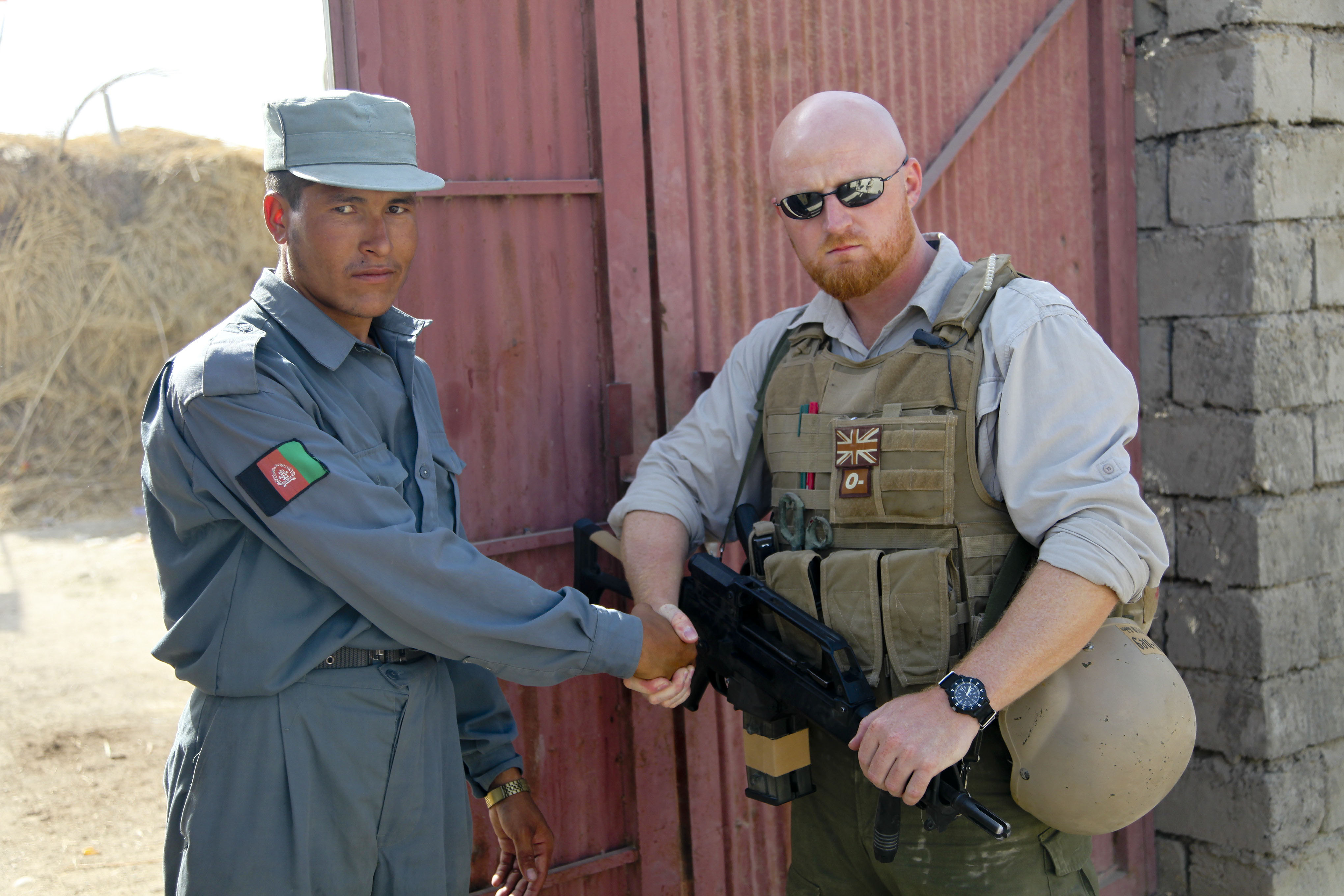
在阿富汗的英國PMC

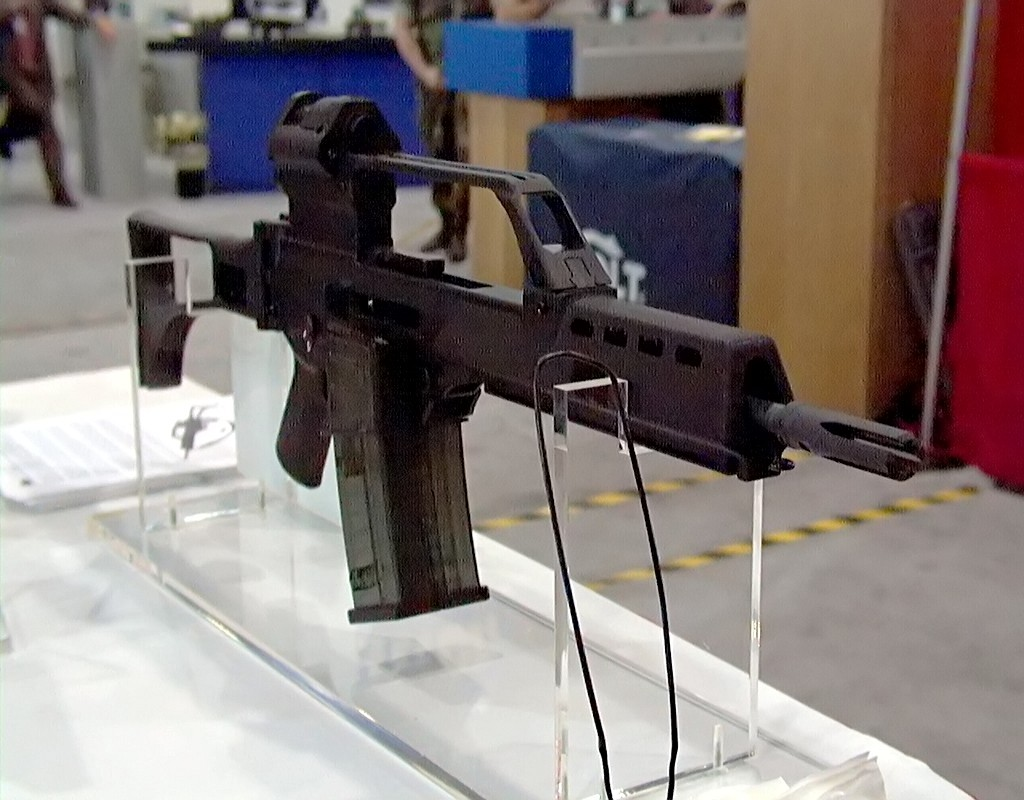
G36K

- 阿尔巴尼亚
  - 阿爾巴尼亞地面部隊（英语：Albanian Land Forces）特種作戰營（英语：Special Operations Battalion (Albania)）（G36、G36C）
- 阿尔及利亚
- - 澳大利亞聯邦警察特別應變組（英语：Specialist Response Group） [16][17]
- 奥地利
- - 國家安全局
- 比利时
  - 比利時聯邦警察（英语：Federal Police (Belgium)）特別支援小隊
- 百慕大
  - 皇家百慕特軍團（英语：Royal Bermuda Regiment） [18]
[19]（G36C、G36KV）
- 巴西
  - 巴西聯邦警察[20][21]（G36K、G36C）
- 保加利亚
- 加拿大
  - 維多利亞警察局（英语：Victoria Police Department） [22]（G36）
- 智利
- 中华人民共和国[23]（G36C）
  - 中華人民共和國武裝警察部隊特種部隊單位
- - 克羅地亞武裝部隊
  - 克羅地亞警察（英语：Law Enforcement in Croatia）特別單位 [24][25]
- 賽普勒斯
  - 塞浦路斯國民警衛隊
- 捷克
  - 捷克共和國警察特別單位 [26]（G36C、G36K）
- 丹麦
  - 丹麥警察警察行動部隊 [27][28]（G36C）
- 东帝汶
  - 東帝汶國家警察（英语：National Police of East Timor） [29]（G36K）
- 埃及
  - 埃及武裝力量特種部隊單位[30]
  - 埃及國家警察（英语：Egyptian National Police）
- 爱沙尼亚
  - 愛沙尼亞地面部隊（英语：Estonian Ground Forces）特種作戰部隊（英语：Estonian Special Operations Force）（G36K）
- 芬兰
  - 芬蘭邊境衛隊（英语：Border Guard (Finland)） [31]（G36C）
  - 芬蘭警察（英语：Law enforcement in Finland）
- 法國
  - 法國陸軍 [32]（G36E）
  - 法國國家警察
    - 國家警察干預組[33][34]（G36C）
    - 搜索，支援，干預，威懾部隊
    - 反罪案旅 [35][36][37] （G36K、G36C）

  - 法國國家憲兵干預組
- - 格魯吉亞內務部（英语：Ministry of Internal Affairs of Georgia） [38]（G36C、G36K、G36E）
  - 格魯吉亞武裝部隊
- 德国
  - 德國聯邦國防軍 [39][40][41] （G36A1、G36A2、G36K、G36C）
  - 德國聯邦警察 [42]
  - 德國聯邦海關（英语：Bundeszollverwaltung）
- 希腊
- 香港
  - 香港警務處特別任務連 [43]（G36KV）
- 冰島
  - 冰島部隊（英语：Military of Iceland）
  - 冰島警察（英语：Icelandic Police）及其所屬的維京小組（英语：Víkingasveitin） [44]
- 印度尼西亞
  - 印尼陸軍特種部隊司令部（英语：Kopassus） [45]（G36C）
  - 印尼海軍死亡之海分隊（英语：Denjaka） [46]（G36V、G36C）
  - 印尼空軍布拉沃90分遣隊（英语：Bravo Detachment 90）
- 伊拉克
  - 要人保護小組
- 伊拉克库尔德斯坦
  - 自由鬥士[47]
- 愛爾蘭
  - 愛爾蘭陸軍遊騎兵聯隊
- 義大利
  - 義大利國家警察（英语：Polizia di Stato）中央安全行動局（英语：Nucleo Operativo Centrale di Sicurezza） [48]（G36C）
  - 卡賓槍騎兵特別干預組
  - 意大利陸軍
- 日本
  - 日本陸上自衛隊[49]
- 约旦
  - 約旦武裝部隊[50][51]（G36C）
- 科索沃
  - 科索沃安全部隊（英语：Kosovo Security Force） [52][53]（G36V）
- 拉脫維亞
  - 拉脱維亞國家武裝部隊 [54][55]（G36KV）
- 黎巴嫩
  - 黎巴嫩武裝部隊 [56]（G36C）
  - 內部保安部隊（英语：Internal Security Forces）
- 利比亞
  - 利比亞民眾國武裝部隊（英语：Armed Forces of the Libyan Arab Jamahiriya） [30][57][58]
[59][60]（G36KV、G36E）
  - 的黎波里旅[61]
- 列支敦斯登
  - 聯察干預單位（G36C）
- 立陶宛
  - 立陶宛军队[62][63] [64]（G36KA4、G36KV1、G36C、G36KA4M1）
- 澳門
  - 治安警察局特別行動組（G36CV、G36KV）
- 马来西亚
  - 馬來西亞皇家海軍特種作戰部隊 [65][66][67][68]（G36C、G36E、G36KE）
  - 馬來西亞皇家警察特別行動指揮部 [65]（G36C）
- 模里西斯
  - 毛里求斯執法部隊（英语：Military of Mauritius）（G36A2、G36K、G36C）
- 墨西哥
  - 墨西哥聯邦警察（英语：Federal Police (Mexico)） [69]
- 蒙古国
  - 蒙古國武裝部隊 [70]
- 蒙特內哥羅
  - 黑山軍隊（英语：Military of Montenegro） [71]
- 荷蘭
- 尼泊尔
  - 尼泊爾陸軍（英语：Nepalese Army）
- 新西兰
- 挪威
  - 挪威皇家海軍海岸遊俠突擊隊（英语：Kystjegerkommandoen）（G36KV2）
- 菲律賓
  - 菲律賓武裝部隊 [72]（G36C、G36K）
- 波蘭
  - 波蘭警察（英语：Policja）特別單位 [73]（G36V、G36K、G36C）
  - 政府保護局（英语：Government Protection Bureau） [74]（G36C）
  - 波蘭武裝部隊行動應變及機動組
  - 波蘭武裝部隊福爾摩沙部隊 [75]（G36KV3、G36C）
- 葡萄牙
  - 葡萄牙海軍陸戰隊（英语：Portuguese Marines）
  - 國家共和衛隊（英语：National Republican Guard (Portugal)） [76]
  - 葡萄牙治安警察局（英语：Polícia de Segurança Pública）特別行動組 [77]
- 羅馬尼亞
  - 羅馬尼亞地面部隊（英语：Romanian Land Forces）第6特種作戰旅（英语：6th Special Operations Brigade "Mihai Viteazul" (Romania)） [78]（G36K、G36C）
- 沙烏地阿拉伯
  - 沙特阿拉伯武裝部隊 [79]（G36C）
- 塞爾維亞
  - 塞爾維亞陸軍（英语：Serbian Army）特別旅（英语：Special Brigade）
  - 特警單位
- 新加坡
  - 新加坡警察部隊特別行動指揮處
- 斯洛伐克
  - 斯洛伐克武裝部隊第5特種作戰團（英语：5th Special Operations Regiment (Slovakia)）
- 斯洛維尼亞
- - 大韓民國海洋警察廳海洋警察特攻隊 [80]
- 西班牙
  - 西班牙武裝部隊 [54][81][82]（G36E、G36KE、G36CE）
- 瑞典
  - 瑞典警察（英语：Swedish Police Authority）國家特勤隊（英语：National Task Force） [83]（G36C）
  - 瑞典警察增援地區特勤隊（英语：Reinforced Regional Task Force）
  - 瑞典國防軍特別行動任務組 [84]（G36K、G36C）
- 瑞士
- 泰國
  - 泰國皇家武裝部隊 [85][86][87]（G36K、G36KE、G36KV、G36C、G36E、MG36）
- 千里達及托巴哥
- 土耳其
- 乌克兰
  - 烏克蘭武裝部隊
- 阿联酋
  - 阿聯酋陸軍（英语：United Arab Emirates Army）
- 英国
  - 英國陸軍空降特勤隊（G36K、G36C） [88]
  - 民間核設施警察（英语：Civil Nuclear Constabulary） [89]（G36CSF）
  - 倫敦都市警部特種槍械司令部（G36CSF）
  - 多個警察部門（G36K、G36C）
- 美国
  - 美國國會警察 [90]
  - 多個執法機構
- 乌拉圭
  - 烏拉圭陸軍（英语：Uruguayan Army）（G36、G36K、G36C）
- 委內瑞拉
- 联合国
  - 聯合國安全及保安局（英语：United Nations Department for Safety and Security）
  - 聯合國維持和平行動部

## 設計

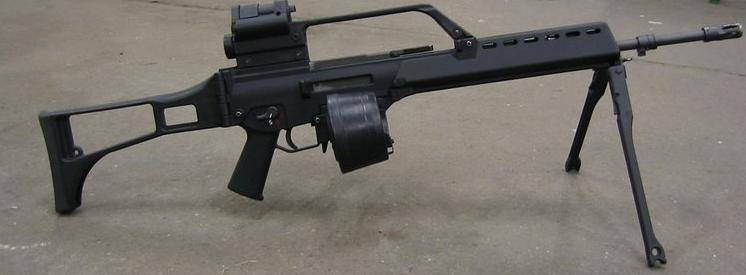
裝上Beta C-Mag100發彈鼓的G36（這並非MG36）。

G36發射5.56×45毫米北約標準步槍子彈，射速每分鐘750發，有單發、二連發、三連發、全自動發射模式（取決於不同型號的板機組）。G36採用轉拴式槍機、短行程活塞導氣系統設計，比M16突擊步槍的氣動系统更可靠，清槍次數可大為降低。G36的人體工學設計優良，雙手亦可靈活操作，對應AG36 40毫米榴彈發射器及經過修改的AK-74式6KH4刺刀（來自前東德的剩餘物資）。
所有型號的G36皆附有摺疊槍托，摺疊時不妨礙排殼口運作，槍機拉柄在機匣上方，左右手皆可操作。機匣以玻璃纖維聚合物制造，清槍分解時無須專用工具。G36配備30發透明塑料彈匣，彈匣上附有彈匣連接釦，亦對應專用的Beta C-Mag100發彈鼓。另外，雖然彈匣與SIG SG 550突擊步槍外觀上甚為相似，但兩者不可通用。
G36的準確度雖然不錯，但並非最精準的，從100公尺外以半自動模式快速射擊，彈著的圆概率误差分佈在2~2.5英吋(5.08~6.35公分)之間，而SG550以相同的方式射擊，100公尺外的彈著圆概率误差分佈則是在2.5公分以內。但根據近年資料顯示,原型G36在靶場測試時,由專業射手射擊時卻打出了驚人的0.6MOA (散佈圓直徑15mm)

### 瞄準具
德國聯邦國防軍為了令士兵射擊準確度提高，因此他們選用標準型G36，標準型G36附有兩種瞄準鏡的可拆式提把，提把下部為3倍光學瞄準鏡；上部為內紅點光學瞄準鏡，其後推出的氚光夜視鏡亦可完全對應紅點瞄準鏡裝在提把上。
出口型G36E的瞄具為1.5倍光學瞄準鏡，而G36C則採用M1913型戰術導軌（備有機械照門），可在導軌上安裝其他瞄準鏡。另外KAC亦有生產G36的頂部導軌，帶有KAC 600公尺摺疊照門，被用於美國海軍在2004年的測試中。

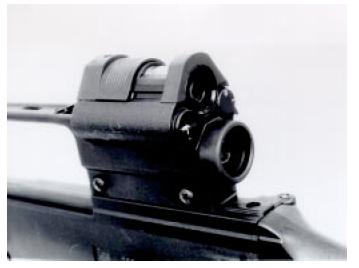
G36的3倍光學瞄準鏡及內紅點瞄準鏡
G36及G36K光學瞄準鏡分劃圖 （按圖觀看說明）
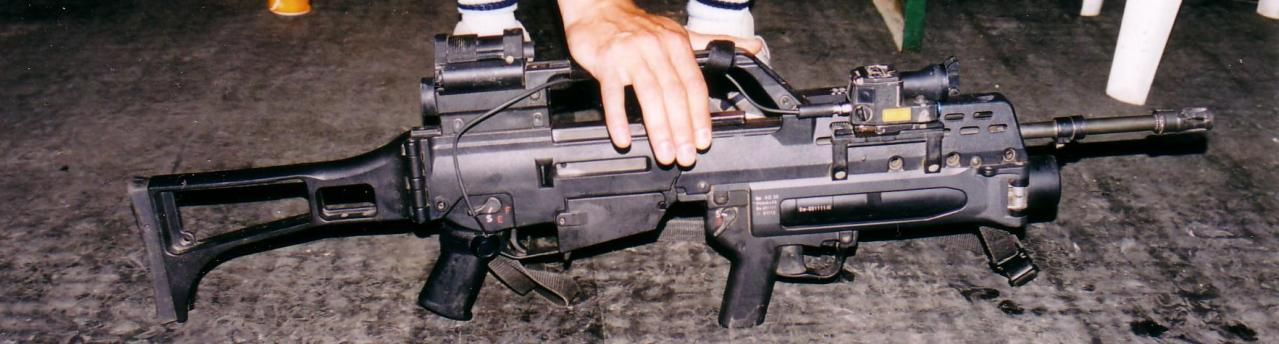
裝上AG36及LLM01雷射指示器的G36
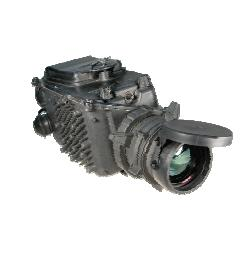
G36的AN/PAS-13B（V2）熱影像鏡

## 衍生型

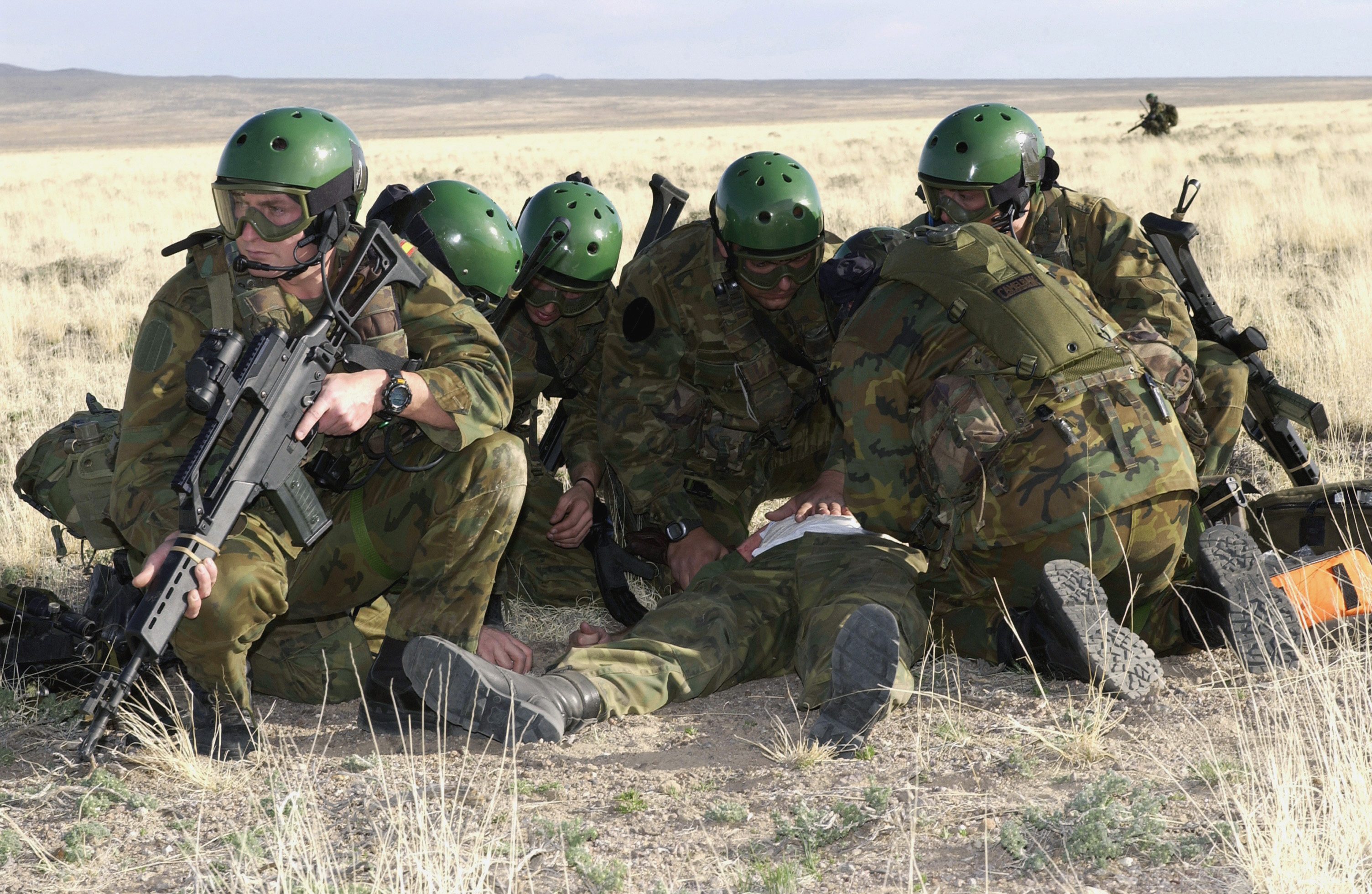
西班牙特種部隊（UOE）的G36及自行裝上的Aimpoint（M68）紅點瞄準鏡。

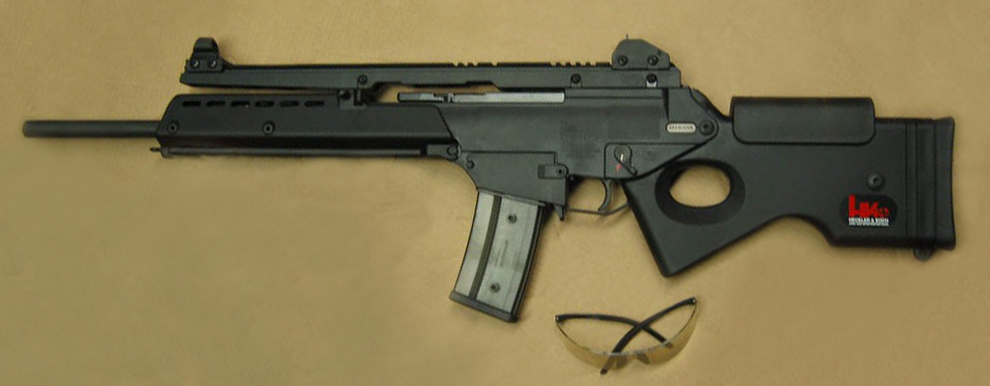
一把半自動的SL8，留意它故意模仿30發彈匣，實際上只有10發。

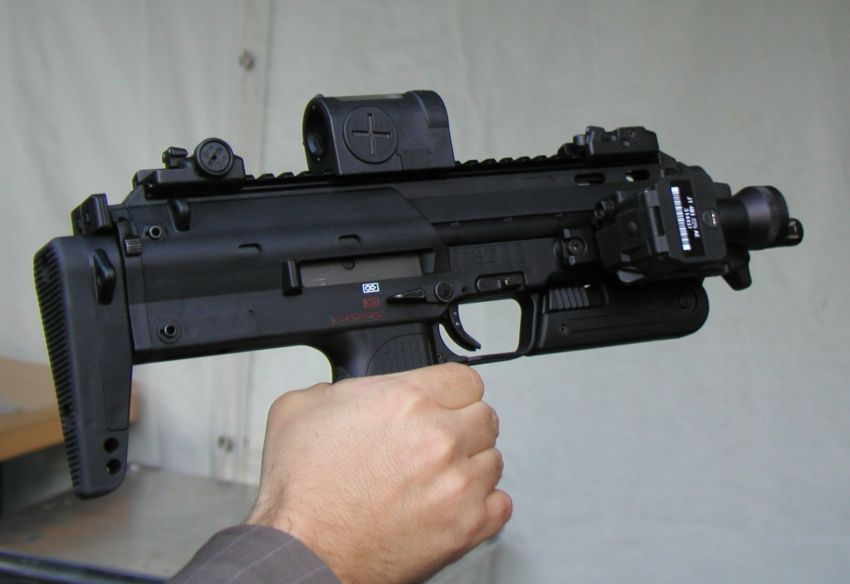
MP7A1上的蔡司Z-Point紅點瞄準鏡，安裝這種瞄準鏡的G36亦頗為常見。

G36有四種主要衍生型，包括G36、G36C、G36K、MG36，其他型號亦是基於以上四種改進而成，另外亦有半自動民用型SL8及HK243 S SAR。
部分挪威軍隊亦有裝備名為G36KV3的專門改進型（挪威軍隊的制式步槍是HK416 D16.5RS），G36KV3裝有不同於原本G36系列的伸縮摺疊式槍托，改進了導氣箍、彈匣卡榫及無彈後定釋放鈕，並將導軌改為鋁合金製。
G36亦是德國未來士兵系統（IdZ-）的一部份。
| 型號                      | 長度（毫米）： 槍托伸出/槍托摺疊 | 槍管（毫米） | 重量（公斤）： 空槍/全重 | 瞄準具                    | 彈匣             |
| ------------------------- | -------------------------------- | ------------ | ------------------------ | ------------------------- | ---------------- |
| G36，標準型               | 1002/755                         | 480          | 3.63/3.77                | 3倍光學瞄準鏡、紅點瞄準鏡 | G36彈匣          |
| G36K，短型（Kurz）        | 833/613                          | 318          | 3.37/3.51                | 3倍光學瞄準鏡、紅點瞄準鏡 | G36彈匣          |
| G36KV3，挪威軍隊專用型    | 833/613                          | 318          | 3.37/3.51                | 導軌、後備機械瞄具        | G36彈匣          |
| G36C，緊湊／突擊型        | 716/500                          | 228          | 2.988/3.128              | 導軌、後備機械瞄具        | G36彈匣          |
| MG36，輕機槍型            | 999/758                          | 480          | 3.6/4.0                  | 3倍光學瞄準鏡、紅點瞄準鏡 | G36彈匣          |
| G36E（V），出口型         | 1002/755                         | 480          | 3.63/3.77                | 1.5倍光學瞄準鏡           | G36彈匣          |
| G36KE（K），出口短型      | 716/500                          | 228          | 2.988/3.128              | 1.5倍光學瞄準鏡           | G36彈匣          |
| MG36E，出口輕機槍型       | 999/758                          | 480          | 3.3/3.7                  | 1.5倍光學瞄準鏡           | G36彈匣          |
| SL8，半自動民用型         | 980–1030 （固定槍托）            | 510          | 4.2/4.4                  | 導軌、後備機械瞄具        | 單排彈匣（10發） |
| SL9SD，消聲狙擊型         | 1150 （固定槍托）                | 510          | 4.5/4.6（連消聲器）      | 機械瞄具 （可加裝瞄準鏡） | G36彈匣          |
| HK243 S SAR，半自動民用型 | 912/667                          | 421          | 3.21/3.28                | 導軌、後備機械瞄具        | G36彈匣          |
| HK243 S TAR，自SAR改裝    | 912/667                          | 421          | 3.21/3.28                | 導軌、後備機械瞄具        | G36彈匣          |
| HK233，G36上機匣改進型    | 975/755                          | 480          | 3.6（空槍）              | 導軌、後備機械瞄具        | G36彈匣          |
| HK233K，G36上機匣改進型   | 813/593                          | 318          | 3.88（空槍）             | 導軌、後備機械瞄具        | G36彈匣          |
| HK237，.300口徑版         | 760/710                          | 228          | 3.3（空槍）              | 導軌、後備機械瞄具        | STANAG彈匣       |

G36可透過更換扳機組來更改擊發模式，可使用的扳機組如下：
- S-E-F：保險-半自動-全自動
- 0-1：保險-半自動
- 0-1-2：保險-半自動-兩點發
- 0-1-D：保險-半自動-全自動
- 0-1-2-D：保險-半自動-兩點發-全自動[93]

## HK G36與現代世界相若的突擊步槍比較
|                        | 俄羅斯 · AK-12                            | 美国 · M16A4         | 比利时 · FN SCAR L-STD | 德国 · HK416 A5-16.5" | 德国 · HK G36              | 奥地利 · 斯泰爾AUG A3 | 義大利 · 貝瑞塔ARX-160 | 瑞士 · SIG SG 550      | 中華民國 · T91步槍     |
| ---------------------- | ----------------------------------------- | -------------------- | ---------------------- | --------------------- | -------------------------- | --------------------- | ---------------------- | ---------------------- | ---------------------- |
| 外觀                   |                                           |                      |                        |                       |                            |                       |                        |                        |                        |
| 採用年份               | 2018年                                    | 2002年               | 2007年                 | 2005年                | 1997年                     | 2005年                | 2009年                 | 1990年                 | 2002年                 |
| 重量（不含彈匣），公斤 | 3.3                                       | 3.4                  | 3.545                  | 3.56                  | 3.63                       | 3.9                   | 3.1                    | 4.1                    | 3.17                   |
| 槍托伸展全長，毫米     | 945                                       | 1,033                | 900                    | 951                   | 999                        | 745                   | 920                    | 998                    | 880                    |
| 槍管長度，毫米         | 415                                       | 508                  | 368                    | 419                   | 480                        | 455                   | 406                    | 528                    | 406                    |
| 子彈                   | 5.45×39毫米 蘇聯口徑 5.56×45毫米 北約口徑 | 5.56×45毫米 北約口徑 | 5.56×45毫米 北約口徑   | 5.56×45毫米 北約口徑  | 5.56×45毫米 北約口徑       | 5.56×45毫米 北約口徑  | 5.56×45毫米 北約口徑   | 5.56×45毫米 北約口徑   | 5.56×45毫米 北約口徑   |
| 發射模式               | 半自動 兩發點放 全自動                    | 半自動 三發點放      | 半自動 全自動          | 半自動 全自動         | 半自動 全自動              | 半自動 全自動         | 半自動 全自動          | 半自動 三發點放 全自動 | 半自動 三發點放 全自動 |
| 發射速率，發／分鐘     | 600—700                                   | 700—950              | 550—650                | 700—900               | 750                        | 680—750               | 700                    | 700                    | 800-850                |
| 槍口初速，米／秒       | 900                                       | 948                  | 800                    | N/A                   | 920                        | N/A                   | N/A                    | 980                    | 840                    |
| 有效射程，米           | 625—800                                   | 600                  | 500                    | 500                   | 500                        | 450                   | 400—600                | 650                    | 400—600                |
| 彈匣容量，發           | 30 （60／95）                             | 30 （20／100）       | 30 （20／100）         | 30 （20／100）        | 30 （100）                 | 30 （42／100）        | 30 （20／100）         | 20 （5／10／30）       | 30 （42／100）         |
| 標準瞄準具型式         | 機械瞄具                                  | 機械瞄具             | 機械瞄具               | 機械瞄具              | 3倍光學瞄準鏡 準直式瞄準鏡 | 1.5倍光學瞄準鏡       | 開放式瞄具             | 機械瞄具               | 機械瞄具               |
| 步槍瞄準鏡安裝型式     | 皮卡汀尼導軌                              | 皮卡汀尼導軌         | 皮卡汀尼導軌           | 皮卡汀尼導軌          | 皮卡汀尼導軌               | 皮卡汀尼導軌          | 皮卡汀尼導軌           | 皮卡汀尼導軌           | 皮卡汀尼導軌           |
| 榴彈發射器             | GP-25／GP-30／GP-34                       | M203 M320            | FN40GL                 | HK AG-C/EGLM          | HK AG36                    | M203 HK AG-C/EGLM     | 貝瑞塔GLX-160          | SIG GL 5040            | T85                    |

## 流行文化
G36系列也出現在許多電影、電視劇、電子遊戲和動畫當中，例如：

### 電影
- 2001年—：型號為G36K，由蓋布（李連杰飾演）與警察同僚所使用。
- 2002年—《重裝任務》：型號為標準型和G36K，由「清道夫」部隊、警察和安德烈·勃蘭特（塔·耶迪格斯（英语：Taye Diggs）飾演）所使用，其中一枝標準型亦曾被主角約翰·普雷斯頓（克里斯汀·貝爾飾演）所繳獲。
- 2002年—《惡靈古堡》：型號為G36K，部份裝上HK AG36榴彈發射器（不曾使用），由保護傘公司的突擊隊員所使用。
- 2003年—：型號為G36K，裝上HK AG36榴彈發射器（不曾使用），在梅羅文加的手下向主角“尼奧”（基努·李維飾演）集體射擊時由其中一名手下所使用。
- 2003年—《憨豆特工》：故事開頭時主角强尼·英格力被两把G36突擊步槍瞄准，他的一句“HK公司的G36突擊步槍，在合适的人手里非常致命。”成为全片第一句台词。
- 2006年—：型號為G36K，由主角伊森·韓特於跨海大橋上用以擊落無人攻擊機。
- 2007年—《狙擊生死線》：型號為G36KE和G36C，前者由桑德爾的守衛所使用；後者於故事尾段由約翰遜上校的兩名守衛所使用。
- 2007年—《變形金剛》：型號為G36C，由聯邦調查局探員所使用。
- 2008年—《鋼鐵人》
- 2008年—《謊言對決》：型號為G36K和G36C，前者於故事開頭時由英國武裝特警隊員所使用；後者裝上H&K原廠的瞄準鏡和提把並由主角羅傑·費里斯（里安納度·狄卡比奧飾演）所使用。
- 2008年—《刺客聯盟》：型號為G36C，裝上H&K原廠的瞄準鏡和提把，由一名殺手所使用。
- 2009年—：型號為G36C，由人類抵抗軍所使用。
- 2011年—：型號為G36C，由史提夫·麥肯納（班·佛斯特飾演）所使用。
- 2012年—：型號為G36C，有著銀黑兩色的機匣並裝上EOTech全息瞄準鏡和前握把，由路瑟·威斯特（布利斯·高祖飾演）所使用。
- 2012年—：型號為G36KV和G36C：
  - G36C裝上紅點鏡並使用3排並聯彈匣，由獨行俠布克（查克·羅禮士飾演）所使用。
  - G36KV由桑族武裝份子所使用。
- 2012年—《00:30凌晨密令》：型號為G36C，裝上前握把，由中央情報局特工所使用。
- 2014年—：型號為G36K和G36C：
  - G36K由康拉德·史東班克斯的手下和士兵所使用，其中一枝被主角巴尼·羅斯（席維斯·史特龍飾演）所繳獲。
  - G36C裝上瞄準鏡並由康拉德·史東班克斯（梅爾·吉勃遜飾演）狙擊海爾·凱撒（泰瑞·克魯斯飾演）時所使用，也由敵軍士兵和李·聖誕（傑森·史塔森飾演）所使用。
- 2016年—：型號為G36K和G36C：
  - G36K由英國陸軍第22特種空勤團隊員所使用。
  - G36C由恐怖份子所使用，也被主角麥克·班寧（傑拉德·巴特勒飾演）所繳獲。
- 2016年—：型號為G36C，由布拉克斯頓·「布拉克斯」·沃夫的手下所使用。
- 2017年—：型號為G36C，由罌粟·亞當斯的手下所使用，亦被哈利·哈特（柯林·佛斯飾演）所繳獲。

### 電視劇
- 《24》
- 《系列》

### 電子遊戲
- 2004年—：型號為G36KV，命名為「AG36」，裝上HK AG36榴彈發射器。
- 2005年—《2》：型號為G36C和G36KV（充當G36E和MG36），前者為特種部隊職階解鎖武器，後者只能夠由英國特種空勤團所使用。
- 2005年—《真實計劃》：型號為標準型和G36K，德軍陣營專屬武器。
- 2006年—：型號為G36K，無法被玩家使用。
- 2007年—《2》：型號為G36C、G36KV和MG36。
- 2007年—《戰地之王》
- 2007年—
- 2007年—：型號為標準型，命名為「GP37」。
- 2007年—及重製版：型號為G36C，戰役模式中由英國陸軍特種空勤團、俄羅斯政府軍及極端民族主義黨武裝份子所使用。聯機模式中為解鎖武器，並可使用各類配件進行改裝。奇怪地没有無彈後定。
- 2007年—：型號為MG36和G36C。
  - MG36使用啞黑色槍身和原廠的瞄準鏡（可用）並以100發C-Mag彈鼓供彈，奇怪地没有空倉掛機。此外具黃金噴漆版和發射冰子彈的聖誕限定版。
  - G36C以「Balrog-V」的虛構武器登場，裝上EOTECH全息瞄準鏡（奇怪地具放大功能）和前握把，並以40發彈匣供彈。在对同一个目标连射超过20发子弹后的每一发弹药都会在目标身上产生小型爆炸造成更高的伤害（对机械类敌人无效），转移射击目标后爆炸效果会重置。奇怪地在空倉重新裝填後玩家角色不會為槍械上膛。
- 2007年—《穿越火線》：型號為G36K以及標準型。 G36K使用不加裝紅點瞄準鏡的原廠光學瞄準鏡，命名為“G36K”，使用30發彈匣供彈。需要玩家達到少尉1軍銜後方可使用25,000GP購買並永久使用。標準型使用原廠瞄準鏡，加裝100發C-Mag彈鼓以及兩腳架被用作充當“MG36”。沒有軍銜限制，可使用16,000GP購買並永久使用。
- 2007年—《2》：型號為標準型，命名為「經典」，以狙擊步槍的形象登場。
- 2008年—：型号为G36C。故事模式中由PK组织的突击手所使用，亦可被女主角绯丝·康纳斯（Faith Connors）所缴获。
- 2008年—：型號為MG36，命名為“MG36”，以150發彈鼓供彈，為支援兵解鎖武器。奇怪地没有空倉掛機。
- 2009年—《2》：型號為標準型、G36C、G36K和MG36。
- 2010年—：型號為MG36，命名為“MG36”，以100發彈鼓供彈，為醫療兵解鎖武器。奇怪地没有空倉掛機。
- 2010年—《Contract Wars》：游戲中有兩種型號登場：
- 型號為G36C短槍管型，歸類為突擊步槍，命名為「H&K G36C」，可以從商店用GP幣購買使用權(25幣/一天, 75幣/5天, 230幣/30天, 340幣/永久使用權)，基本配備是原裝的機械瞄具以及TangoDown Stubby BGV-MK46K垂直把握。通過完成W-Task可以升級武器性能 - 100次double kill。升級後的配備除了垂直前握把之外，可以滅音器以及Trijicon ACOG系列瞄準鏡
- 型號為HK243，歸類為班用機槍，命名為「H&K 243」，可以從商店用GP幣購買使用權(70幣/一天, 200幣/5天, 550幣/30天, 725幣/永久使用權)，基本配備是原裝的機械瞄具以及TangoDown Stubby BGV-MK46K垂直把握，還有100發的Beta C-MAG彈鼓。通過完成W-Task可以升級武器性能 - 100次double kill。升級後的配備除了垂直前握把之外，可以使用SND-6滅音器以及Zenit Klesch雷射瞄準器
- 2011年—《3》：型號為標準型和G36C，兩者皆為聯機模式中的解鎖武器。其中標準型被用作充當「MG36」。G36C於單人模式中由法國警察和國家憲兵干預組所使用。
- 2011年—《3》：型號為G36C和G36KV。
  - G36C於戰役模式中由尤里和法國國家憲兵干預組所使用。聯機模式時為解鎖武器，可使用各類配件進行改裝。
  - G36KV被用作充當「MG36」，載彈量為100發。戰役模式中由前尼古萊的傭兵部隊所使用。聯機模式時為解鎖武器，可使用各類配件進行改裝。
- 2012年—：型號為G36C，命名為「G36C」，只在聯機模式中登場，為特戰兵可用武器，並能夠按用戶需求進行改裝。
- 2012年—《戰爭前線》：型號為G36KV、G36C和MG36，均使用導軌提把且均為普通解鎖武器；
  - G36KV命名為“H&K G36K”，使用30發彈匣供彈，槍身與彈匣上用藍色油漆寫上“P18”字樣。為步槍手專用武器，可使用各類配件進行改裝。叢林迷彩版本為活動專屬武器，萬聖節版本可以通過萬聖節期間購買時限以及通關生存模式“Cyber horde”地圖獎勵箱獲得，對生化殭屍的傷害增加20%。
  - MG36命名為“H&K MG36”，使用100發C-mag彈鼓供彈，槍身上用綠色油漆寫上“S28”字樣。為步槍手專用武器，並可使用各類配件進行改裝。萬聖節版本可以通過萬聖節期間購買時限以及通關生存模式“Cyber horde”地圖獎勵箱獲得，對生化殭屍的傷害增加20%。
  - G36C命名為“H&K G36C”，使用30發彈匣供彈，造型上沒有安裝槍托，槍身上用紅色油漆寫上“S35”字樣。為工程師專用武器，可使用各類配件進行改裝。萬聖節版本可以通過萬聖節期間購買時限以及通關生存模式“Cyber horde”地圖獎勵箱獲得，對生化殭屍的傷害增加20%。
- 2013年—《戰地風雲4》：型號為G36C，歸類為卡賓槍，載彈量30+1發，單機模式中能夠由主角丹尼爾·瑞克（Daniel Recker）所使用。聯機模式中為所有兵種的可解鎖武器。
- 2013年—《2》：型號為G36C，命名為「JP-36」，可在黑市購買後並另外花費自行組裝。
- 2013年—《惡靈古堡：啟示》：型號為G36E，命名為「G36」。戰役模式於第八章自動取得。突擊模式則隨機掉落或出現在商店，稀有版本名稱為「侵略者」。
- 2014年—《合同戰爭》
- 2014年—《特種部隊2 Online》
- 2014年—《俠盜獵車手V》：更改了部份結構設計並改名為「特製卡賓步槍」（Special Carbine）隨著線上模式的商務內容更新登場並開放玩家購買。可使用各類配件進行改裝。也可視喜好塗裝成數種色調。
- 2015年—：型號為G36C，由聯邦調查局特種武器和戰術部隊幹員所使用。
- 2015年—：型號為G36C和G36E。
  - G36C命名為「G36C」，載彈量30+1發，歸類為卡賓槍，能夠由執法機關操作者（Operator）所使用（罪犯解鎖條件為：以任何陣營進行遊戲使用該槍擊殺1250名敵人後購買武器執照），價格為$42,000。可使用各類配件進行改裝。單人模式當中則能夠由主角尼古拉斯·門多薩所使用。
  - G36E命名為「MG36」，載彈量100+1發，被設定為戰鬥拾取武器，配備Aimpoint Comp M4S紅點鏡、垂直握把及制退器。
- 2016年—《湯姆克蘭西：全境封鎖》：型號為軍用G36，加強型G36與G36C，於1.3 改版時加入，歸類為突擊步槍
- 2016年—《少女前線》：型號為G36、G36C和MG36的少女戰術人形，G36被歸類為突擊步槍，而G36C被歸類為衝鋒槍，MG36則是機槍，三個戰術人形在遊戲中為姊妹關係。
- 2017年—《硝雲彈雨》：型號為MG36，作為“衝鋒隊”職業可用武器之姿出現，命名為“鰥夫”，使用原廠瞄準鏡、C-Mag彈鼓裝彈並加裝消音器，在衝鋒隊職業等級達到17級時可解鎖並使用。
- 2017年—：，型號為G36C，命名為「G36C」，可使用各類配件進行改裝。
- 2017年—《荒野行动》：型號為G36，但被去掉了3倍鏡並改為皮卡汀尼導軌，被命名為“HK50”
- 2017年—《逃離塔科夫》：型號為G36標準型，歸類為突擊步槍，命名為「HK G36 5.56x45 assault rifle」，可以從Peacekeeper LL2信用度下以美金購買原裝的槍支，或LL3信用度購買短槍管型號的G36C。游戲中可以用HK G36 magwell安裝原裝的30發塑料彈匣; 從機械師LL3信用度購買HK G36 STANAG magwell，安裝STANAG系的彈匣，與AR-15族共用彈匣，甚至用上Magpul D60 50發彈鼓增强火力。
- 2018年—《絕地求生》：會在冰封雪地地圖刷新G36C，目前是在體驗服將在2018年12月19日(三)跟新正式版。裝彈量為30發（擴容後為40發），可使用各類配件進行改裝。
- 2018年—《叛亂：沙漠風暴》：G36K為安全部隊專屬武器。
- 2019年—《湯姆克蘭西：全境封鎖2》：以“軍用G36”的名稱登場。
- 2019年—：命名為「G36C」及「G36C斥侯型」，型號分別為G36K及裝上SL8提把的G36，可使用各類配件進行改裝。
- 2019年—：第一季新增武器，預設型號為G36，命名為「Holger-26」並作為類似MG36的輕機槍登場，外觀與真槍稍有不同，可使用各類配件進行改裝。
- 2019年—《明日方舟》：來自《虹彩六號：圍攻行動》、原REU所屬的特種幹員Iana使用G36C作搭配其標誌性的「雙子複製器」的武器，奇怪的是投影的替身手持的則是其另一款主戰武器ARX200。
- 2021年—《嚴陣以待》：型號為G36C，命名為「G36C」，裝有B&T公司生產的戰術導軌護木。
- 2021年—《戰地風雲2042》：型號為G36C，命名為“GEW-46”，為第五季實裝武器之一。
- 2023年—《決勝時刻：現代戰爭III 2023》：型號為G36及G36K，分別命名為“Holger 556”及“Holger 26”（歸類為輕機槍並預設配備60發彈鼓）。
- 2024年—《浩劫殺陣2：車諾比之心》：型號為G36，命名為「GP37」。

### 動畫
- 2009年—《幻靈鎮魂曲》：型號為G36K，於最終戰鬥中由Vier和Acht所使用。
- 2012年—《軍火女王》
- 2019—2020年—《刀劍神域Alicization》：型號為G36K，由美國私人軍事服務公司GlowgenDS的承包人員所使用。

### 輕小說
- 2014年—《刀劍神域外傳Gun Gale Online》：型號為G36K，由“MMTM”小隊的“健太”和“勒克斯”所使用。

## 資料來源
1. ↑  . Deutsches Waffen Journal. 2010-01-08  [2014-04-06].
 （页面存档备份，存于） .   [2015-04-23]. 原始内容存档于2015-01-28.
2. ↑  .   [2012-06-09]. （原始内容存档于2019-10-17）.
3. ↑  .   [2012-06-09]. （原始内容存档于2012-03-03）.
4. ↑  王伟《再谈利比亚》舰载武器2012年1月
5. ↑  . 明镜周刊. 2012-04-02  [2015年4月22日]. （原始内容存档于2015-12-22） （德语）.
6. ↑  Paul Ponzheimer. . Bild. 2012-04-25  [2014-06-29].
 （页面存档备份，存于） .   [2015-04-22]. 原始内容存档于2015-09-24.
7. ↑  Matthias Gebauer, Gerald Traufetter & Andreas Ulrich. . 明镜周刊. 2013-09-16  [2015-04-22]. （原始内容存档于2015-05-05） （德语）.
8. ↑  Matthias Gebauer: Waffe der Bundeswehr: Deutsche Soldaten schossen wegen Mangel-Munition daneben （页面存档备份，存于）. In: Spiegel Online. 17. Februar 2014
9. ↑  Standardgewehr der Bundeswehr Von der Leyen räumt „Präzisionsproblem“ beim G36-Gewehr ein （页面存档备份，存于） sueddeutsche.de vom 30. März 2015
10. ↑   (Pdf, 77 kb). Heckler & Koch. 2015-03-31  [2015-03-31].
 （页面存档备份，存于）  (PDF).   [2015-04-22]. 原始内容存档于2015-04-04.
11. ↑  Matthias Gebauer. . Streit zwischen Heckler & Koch und Bundeswehr. spiegel.de. 2015-03-31  [2015-03-31].
 （页面存档备份，存于） .   [2015-04-22]. 原始内容存档于2015-04-28.
12. ↑  FAZ vom 22.04.2015  （页面存档备份，存于）.
13. ↑  .   [2016-09-03]. （原始内容存档于2016-09-03）.
14. ↑  Welle (www.dw.com), Deutsche. . DW.COM.   [2019-02-16]. （原始内容存档于2019-02-16） （英国英语）.
15. ↑  F., Nathaniel. . The Firearm Blog. 2012-04-15  [2020-03-28]. （原始内容存档于2020-03-27） （英语）.
16. ↑  .   [2017-03-03]. （原始内容存档于2018-01-18）.
17. ↑   (PDF).   [2017-03-03]. （原始内容存档 (PDF)于2011-09-29）.
18. ↑  THE JOURNAL OF THE ROYAL ANGLIAN REGIMENT: Going Forward – The Bermuda Regiment Embraces New Challenges, by Major Joe Carnegie, Bermuda Regiment Staff Officer. December 2012, Vol 17 No 2
19. ↑  Administrator. . bermudaregiment.bm.   [2017-03-03]. （原始内容存档于2017-02-02）.
20. ↑  .   [2007-06-27]. （原始内容存档于2018-12-15）.
21. ↑  Folha de S.Paulo （页面存档备份，存于）. Retrieved June 23rd, 2007
22. ↑   （页面存档备份，存于）. Retrieved July 30th, 2011
23. ↑  .   [2017-07-12]. （原始内容存档于2017-09-03）.
24. ↑  Žabec, Krešimir. . Jutarnji list. November 13, 2006  [2008-11-27]. （原始内容存档于2008-12-06） （克罗地亚语）.
25. ↑  Eduard Šoštarić.  [Ministry of Defence receives G36 assault rifles]. Nacional. March 29, 2007  [2009-12-20]. （原始内容存档于2012-07-09） （克罗地亚语）.
26. ↑  . Policie.cz.   [2012-12-15]. （原始内容存档于2014-07-22）.
27. ↑  . Pet.dk.   [2012-12-15]. （原始内容存档于2014-07-14）.
28. ↑  . Politiguiden.dk.   [2012-12-15]. （原始内容存档于2014-07-14）.
29. ↑  . Australian Department of Defence. 5 May 2009  [2017年3月3日]. （原始内容存档于2012年11月8日）. The East Timor National Police representatives fire from the sitting position during the informal shooting competition at Metinaro range.
30. 1 2  . n-tv.de.   [2012-12-15]. （原始内容存档于2012-06-17） （德语）.
31. ↑  Jussi Orell. . Ts.fi. 2009-10-08  [2010-02-22]. （原始内容存档于2011-07-17）.
32. ↑  . Defense News.   [2017-03-03]. （原始内容存档于2014-12-25）.
33. ↑  . FIPN-SDLP GIPN.   [2017-03-03]. （原始内容存档于2018-05-14）.
34. ↑  . VOA.   [2017-03-03]. （原始内容存档于2014-12-25）.
35. ↑  . Le Monde.   [2017-03-03]. （原始内容存档于2019-04-02）.
36. ↑  . The Guardian.   [2017-03-03]. （原始内容存档于2019-04-02）.
37. ↑  .   [2017-03-03]. （原始内容存档于2017-06-24）.
38. ↑  DW staff. . DW-World.de. Deutsche Welle. August 17, 2008  [January 23, 2010]. （原始内容存档于2009-01-13）.
39. ↑  . heckler-koch.com.   [2017-03-03]. （原始内容存档于2012-10-15）.
40. ↑  Gewehr G 36. （页面存档备份，存于） Bundeswehr.
41. ↑  .   [2017-03-03]. （原始内容存档于2016-05-05）.
42. ↑  Weisswange, Jan-Phillip (2009). ASSIK. Der Arbeitsstab Schutzaufgaben der Bundespolizei. In: Strategie & Technik. Jg. 52, Nr. 5, Mai 2009. ISSN 1860-5311, S. 73–74.
43. ↑   [Alert - New Flying Tigers SDU specials]. YouTube. 2009-11-27  [2016-01-10]. （原始内容存档于2019-09-05） （中文）.
44. ↑  "Með Glock 17 og MP5". Fréttatíminn. 23. 09. 2011. p. 12-14.
45. ↑  . Hrvatski Vojnik Magazine.   [2010-06-12]. （原始内容存档于2010-08-22） （克罗地亚语）.
46. ↑  . Jakarta Greater.   [2015-09-08]. （原始内容存档于2019-02-17） （印度尼西亚语）.
47. ↑  .   [2017-03-03]. （原始内容存档于2017-09-03）.
48. ↑  Italian Ministry of Interior – Decree n° 559/A/1/ORG/DIP.GP/14 of March 6, 2009, concerning weapons and equipment in use with the Italian National Police – in Italian （页面存档备份，存于） Retrieved on August 25, 2010.
49. ↑   (PDF).   [2014-11-07]. （原始内容 (PDF)存档于2016-03-05）.
50. ↑  Shea, Dan (Spring 2009). "SOFEX 2008". Small Arms Defense Journal, p. 29.
51. ↑  Tactical Weapons January 2011 Issue, Page 94.
52. ↑   (PDF). gazetaexpress.com.   [2017-03-03]. （原始内容 (PDF)存档于2011-07-21）.
53. ↑   (PDF).   [2017-03-03]. （原始内容 (PDF)存档于2018-12-15）.
54. 1 2  . thefreelibrary.com.   [2017-03-03]. （原始内容存档于2008-05-16）.
55. ↑   (PDF).   [2008-06-03]. （原始内容 (PDF)存档于2008-10-01）.
56. ↑  . Lebanese Official Gazette. Lebanese Government.
57. ↑  . n-tv.de.   [2012-12-15]. （原始内容存档于2012-10-19） （德语）.
58. ↑  . n-tv.de.   [2012-12-15]. （原始内容存档于2012-10-19） （德语）.
59. ↑  . n-tv.de.   [2012-12-15]. （原始内容存档于2012-10-19） （德语）.
60. ↑  https://www.youtube.com/watch?v=1BtKiDvpf8M%5B%5D
61. ↑  .   [2017-03-03]. （原始内容存档于2012-07-07）.
62. ↑  .   [2017-03-03]. （原始内容存档于2016-08-30）.
63. ↑  Wilk, Remigiusz. . IHS Jane's. Warsaw. 2 September 2016  [2 September 2016].
64. ↑  . kam.lt.   [2017-03-03]. （原始内容存档于2019-08-07）.
65. 1 2  Thompson, Leroy. . Special Weapons. December 2008  [2010-12-30]. （原始内容存档于2012-04-02）.
66. ↑  Wangguang, Lei. . Youth Daily News. 2015-03-21  [2015-04-20]. （原始内容存档于2016-01-07） （中文）.
67. ↑  .   [2017-03-03]. （原始内容存档于2015-04-27）.
68. ↑  .   [2017-03-03]. （原始内容存档于2014-09-05）.
69. ↑  . 2006-12-15  [2009-05-23]. （原始内容存档于2011-06-05） （西班牙语）.
70. ↑  . Military News.   [2017-03-03]. （原始内容存档于2014-07-07）.
71. ↑  .   [2017-03-03]. （原始内容存档于2009-08-29）.
72. ↑  . Bits.de.   [2010-02-22]. （原始内容存档于2018-10-05）.
73. ↑  xx, xx. . Policja.   [2012-04-24]. （原始内容存档于2013-07-20） （波兰语）.
74. ↑  Łęczek, Bartłomiej. . www.fakt.pl (Ringier Axel Springer Polska). 27 August 2013  [4 December 2016]. （原始内容存档于2016-12-20） （波兰语）.
75. ↑  Dura, Maksymilian. . www.defence24.pl. 24 July 2014  [4 December 2016]. （原始内容存档于2016-12-20） （波兰语）.
76. ↑   (PDF). Guarda Nacional Republicana. 2009  [2012-08-30]. （原始内容存档 (PDF)于2016-03-05） （葡萄牙语）.
77. ↑  Curado, Miguel. . Correio da Manhã. June 2, 2006  [2009-08-29]. （原始内容存档于2012-03-07） （葡萄牙语）.
78. ↑  . romanianspecialforces.com.   [2017-03-03]. （原始内容存档于2013-11-26）.
79. ↑  . August 13, 2012  [2017-03-03]. （原始内容存档于2017-01-01） （德语）.
80. ↑  . Old.gunpower.com.   [2012-12-15]. （原始内容存档于2015-09-27）.
81. ↑  .   [2017-03-03]. （原始内容存档于2005-03-21）.
82. ↑  . Prinicipales Programas de Armamento. Dirección General de Armamento y Material.   [2017-03-03]. （原始内容存档于2008-10-20）.
83. ↑  .   [2011-08-11]. （原始内容存档于2012-03-30）.. Retrieved August 11th, 2011
84. ↑  . Retrieved August 11th, 2011 （页面存档备份，存于）
85. ↑  .   [2017-03-03]. （原始内容存档于2014-04-28）.
86. ↑  .   [2017-03-03]. （原始内容存档于2014-04-28）.
87. ↑  .   [2017-03-03]. （原始内容存档于2014-04-27）.
88. ↑  Smith, Michael. . The Daily Telegraph (London). 2002-07-26  [2017-03-03]. （原始内容存档于2017-11-10）.
89. ↑  Jane's Police Review, 4 March 2007
90. ↑  . Officer.com.   [2017-03-03]. （原始内容存档于2006-02-14）.
91. ↑  .   [2007-07-12]. （原始内容存档于2009-03-26）.
92. ↑  .   [2007-10-06]. （原始内容存档于2008-09-10）.
93. ↑  . Heckler & Koch.   [2020-02-21]. （原始内容存档于2020-02-21） （美国英语）.
94. ↑  .   [2013-04-09]. （原始内容存档于2013-02-05）.
95. ↑  .   [2013-04-09]. （原始内容存档于2014-02-21）.
96. ↑  .   [2013-04-09]. （原始内容存档于2012-08-18）.
97. ↑  .   [2013-04-09]. （原始内容存档于2012-05-04）.
98. ↑  .   [2013-04-09]. （原始内容存档于2012-06-21）.
99. ↑  .   [2013-04-09]. （原始内容存档于2014-07-10）.
100. ↑  .   [2013-04-09]. （原始内容存档于2015-07-17）.
101. ↑  .   [2013-04-09]. （原始内容存档于2013-12-06）.
102. 1 2